# Valflaunès
Valflaunès (en occitan Valfaunés) est une commune française située dans le nord-est du département de l'Hérault, en région Occitanie. C'est l'un des villages de l'Hérault les plus proches du pic Saint-Loup et de la montagne d'Hortus.
Exposée à un climat méditerranéen, elle est drainée par le Terrieu, le Rieufrêche et par divers autres petits cours d'eau. La commune possède un patrimoine naturel remarquable : deux sites Natura 2000 (le « pic Saint-Loup » et les « hautes garrigues du Montpelliérais »), un espace protégé (« L'Hortus ») et six zones naturelles d'intérêt écologique, faunistique et floristique.
Valflaunès est une commune rurale qui compte 793 habitants en 2022, après avoir connu une forte hausse de la population depuis 1975.  Elle fait partie de l'aire d'attraction de Montpellier.

## Géographie

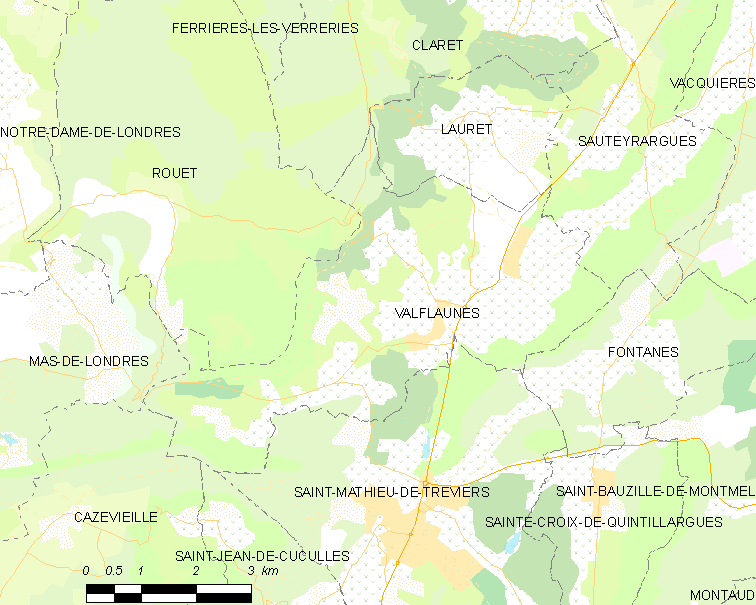
Carte

### Climat
Pour des articles plus généraux, voir Climat de l'Occitanie et Climat de l'Hérault.
En 2010, le climat de la commune est de type climat méditerranéen franc, selon une étude s'appuyant sur une série de données couvrant la période 1971-2000. En 2020, Météo-France publie une typologie des climats de la France métropolitaine dans laquelle la commune est exposée à un climat méditerranéen et est dans la région climatique  Provence, Languedoc-Roussillon, caractérisée par une pluviométrie faible en été, un très bon ensoleillement (2 600 h/an), un été chaud (21,5 °C), un air très sec en été, sec en toutes saisons, des vents forts (fréquence de 40 à 50 % de vents > 5 m/s) et peu de brouillards.
Pour la période 1971-2000, la température annuelle moyenne est de 13,8 °C, avec une amplitude thermique annuelle de 16,8 °C. Le cumul annuel moyen de précipitations est de 976 mm, avec 6,7 jours de précipitations en janvier et 3,2 jours en juillet. Pour la période 1991-2020, la température moyenne annuelle observée sur la station météorologique la plus proche, située sur la commune de Prades-le-Lez à 11 km à vol d'oiseau, est de 14,6 °C et le cumul annuel moyen de précipitations est de 869,7 mm,. Pour l'avenir, les paramètres climatiques de la commune estimés pour 2050 selon différents scénarios d'émission de gaz à effet de serre sont consultables sur un site dédié publié par Météo-France en novembre 2022.

### Milieux naturels et biodiversité

#### Espaces protégés
La protection réglementaire est le mode d’intervention le plus fort pour préserver des espaces naturels remarquables et leur biodiversité associée,.
Un  espace protégé est présent sur la commune : 
« L'Hortus », objet d'un arrêté de protection de biotope, d'une superficie de 271,7 ha.

#### Réseau Natura 2000

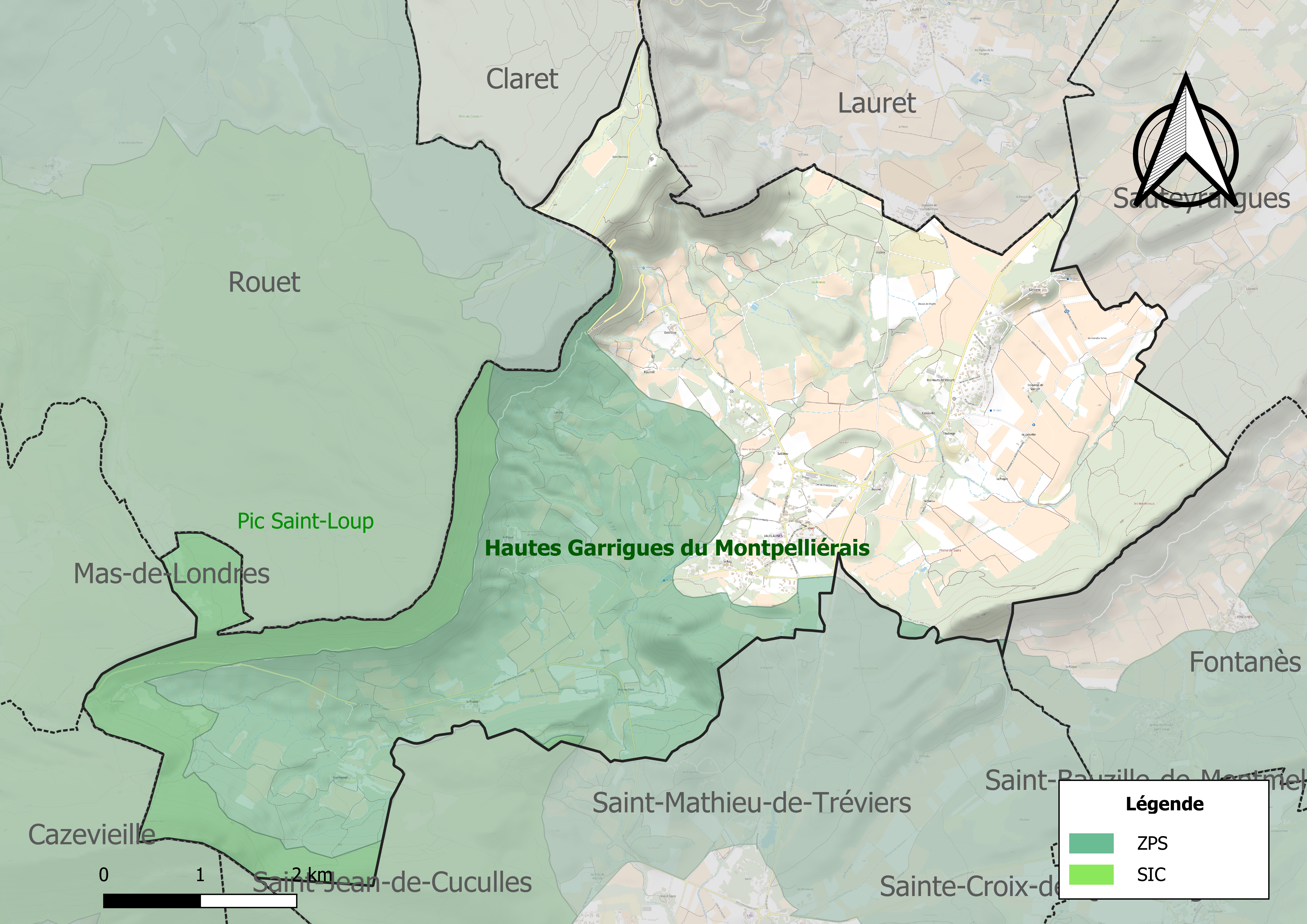
Site Natura 2000 sur le territoire communal.

Le réseau Natura 2000 est un réseau écologique européen de sites naturels d'intérêt écologique élaboré à partir des directives habitats et oiseaux, constitué de zones spéciales de conservation (ZSC) et de zones de protection spéciale (ZPS).
Un site Natura 2000 a été défini sur la commune au titre de la directive habitats :
- le « pic Saint-Loup », d'une superficie de 4 430 ha, comprenant de grandes étendues de pelouses et de matorrals à genévrier oxycèdre, en particulier, caractéristiques d'une pratique séculaire du pastoralisme. Les falaises du Pic-Saint-Loup et de l'Hortus recèlent trois espèces végétales endémiques (Erodium foetidum, Saxifraga cebennensis, Hieracium stelligerum)[12]

et un au titre de la directive oiseaux : 
- les « hautes garrigues du Montpelliérais », d'une superficie de 45 444 ha, abritant trois couples d'Aigles de Bonelli, soit 30 % des effectifs régionaux[13].

#### Zones naturelles d'intérêt écologique, faunistique et floristique
L’inventaire des zones naturelles d'intérêt écologique, faunistique et floristique (ZNIEFF) a pour objectif de réaliser une couverture des zones les plus intéressantes sur le plan écologique, essentiellement dans la perspective d’améliorer la connaissance du patrimoine naturel national et de fournir aux différents décideurs un outil d’aide à la prise en compte de l’environnement dans l’aménagement du territoire.
Quatre ZNIEFF de type 1 sont recensées sur la commune :
- la « Bordure orientale du causse de l'Hortus » (1 478 ha), couvrant 5 communes dont une dans le Gard et quatre dans l'Hérault[15] ;
- la « montagne d'Hortus » (1 153 ha), couvrant 3 communes du département[16] ;
- le « pic Saint-Loup » (818 ha), couvrant 5 communes du département[17] ;
- la « plaine de Notre-Dame-de-Londres et du Mas-de-Londres » (3 483 ha), couvrant 6 communes du département[18] ;

et deux ZNIEFF de type 2, : 
- les « Pic-Saint-Loup et Hortus » (11 816 ha), couvrant 14 communes dont une dans le Gard et 13 dans l'Hérault[19] ;
- les « plaines et garrigues du Nord Montpelliérais » (13 097 ha), couvrant 25 communes dont six dans le Gard et 19 dans l'Hérault[20].

Carte des ZNIEFF de type 1 et 2 à Valflaunès.
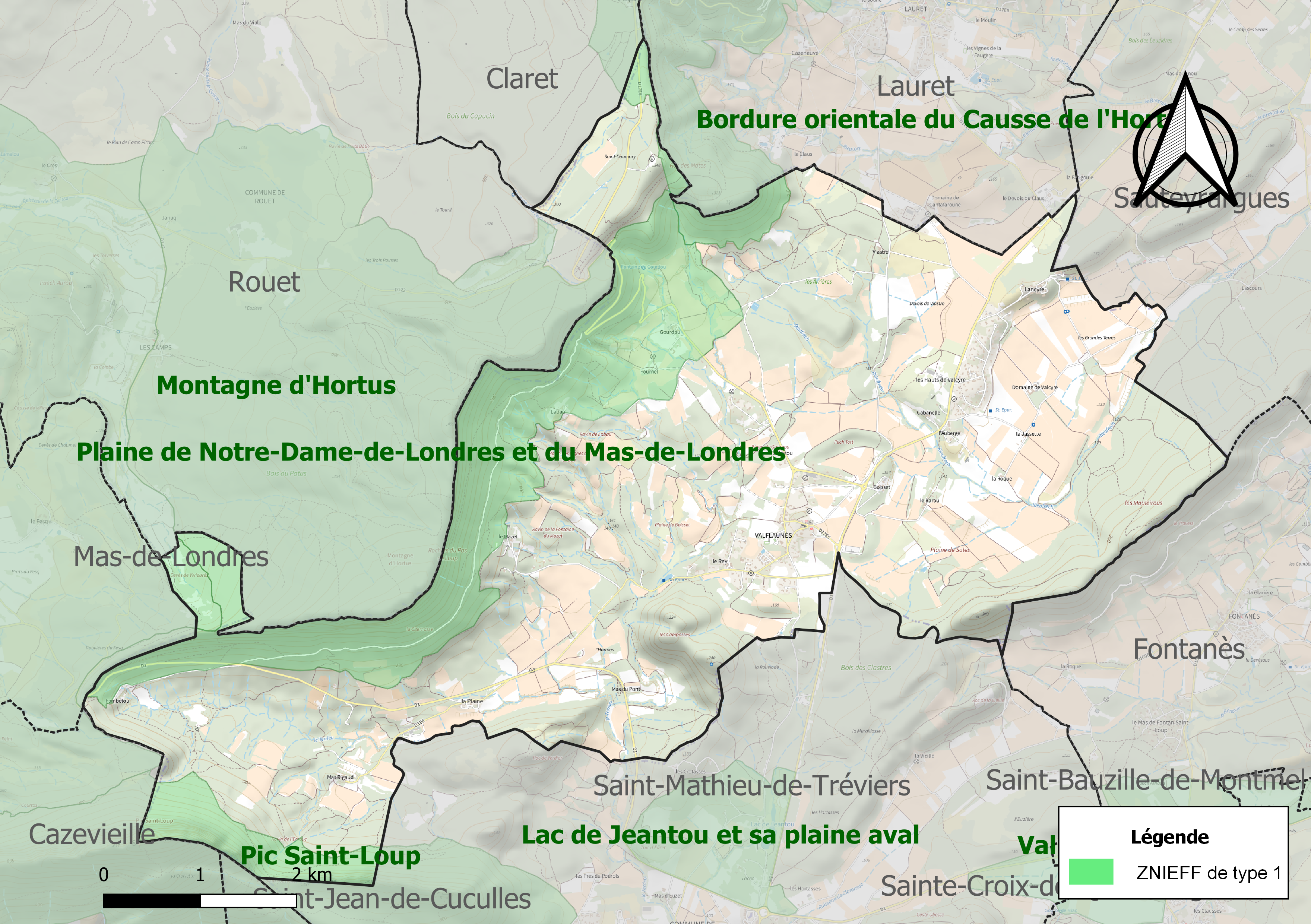
Carte des ZNIEFF de type 1 sur la commune.
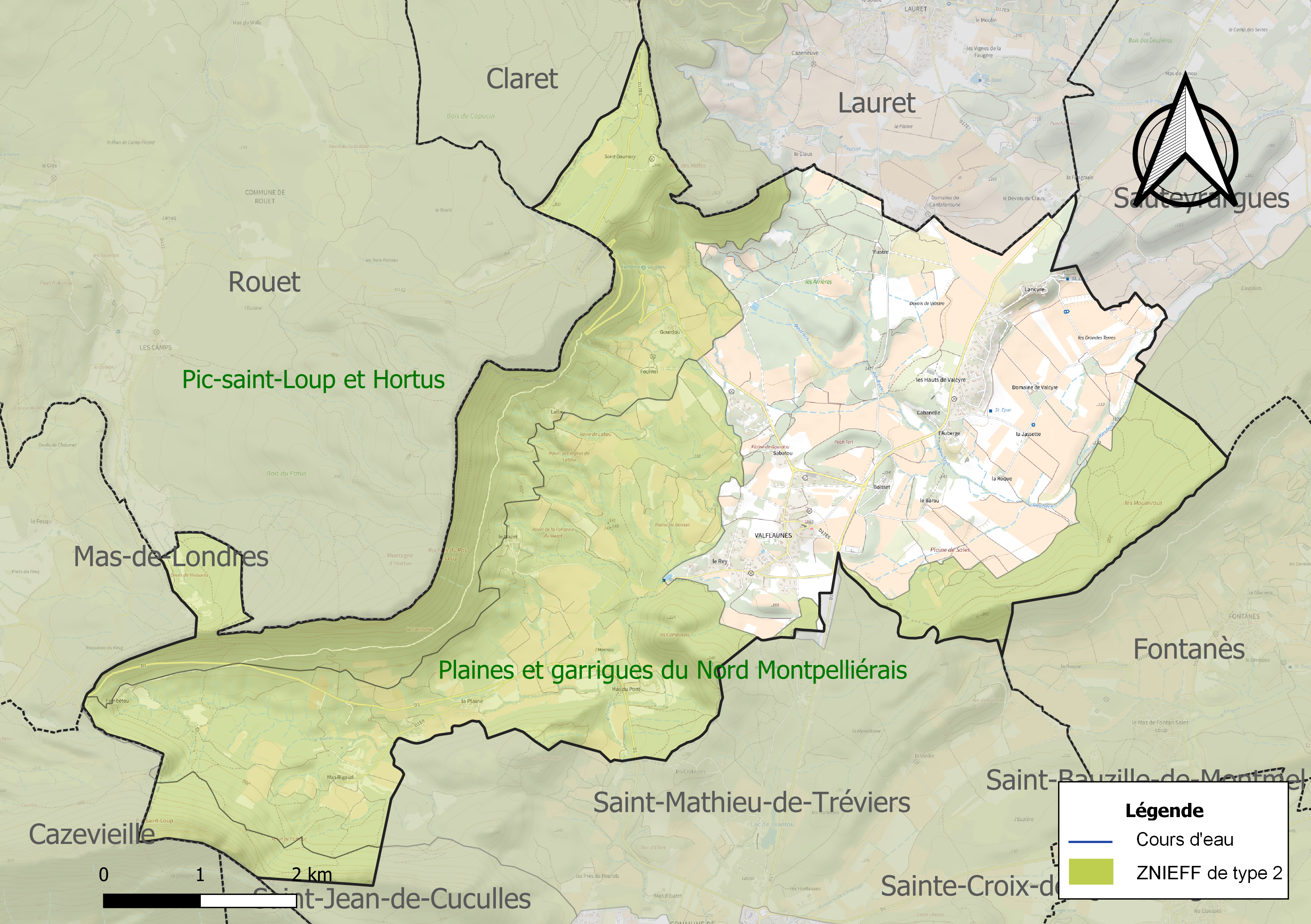
Carte des ZNIEFF de type 2 sur la commune.

## Urbanisme

### Typologie
Au 1er janvier 2024, Valflaunès est catégorisée commune rurale à habitat dispersé, selon la nouvelle grille communale de densité à sept niveaux définie par l'Insee en 2022.
Elle est située hors unité urbaine. Par ailleurs la commune fait partie de l'aire d'attraction de Montpellier, dont elle est une commune de la couronne,. Cette aire, qui regroupe 161 communes, est catégorisée dans les aires de 700 000 habitants ou plus (hors Paris),.

### Occupation des sols
L'occupation des sols de la commune, telle qu'elle ressort de la base de données européenne d’occupation biophysique des sols Corine Land Cover (CLC), est marquée par l'importance des forêts et milieux semi-naturels (53,2 % en 2018), une proportion sensiblement équivalente à celle de 1990 (53,9 %). La répartition détaillée en 2018 est la suivante : 
cultures permanentes (30,1 %), forêts (28,6 %), milieux à végétation arbustive et/ou herbacée (24,5 %), zones agricoles hétérogènes (13,8 %), zones urbanisées (2,9 %). L'évolution de l’occupation des sols de la commune et de ses infrastructures peut être observée sur les différentes représentations cartographiques du territoire : la carte de Cassini (XVIIIe siècle), la carte d'état-major (1820-1866) et les cartes ou photos aériennes de l'IGN pour la période actuelle (1950 à aujourd'hui).

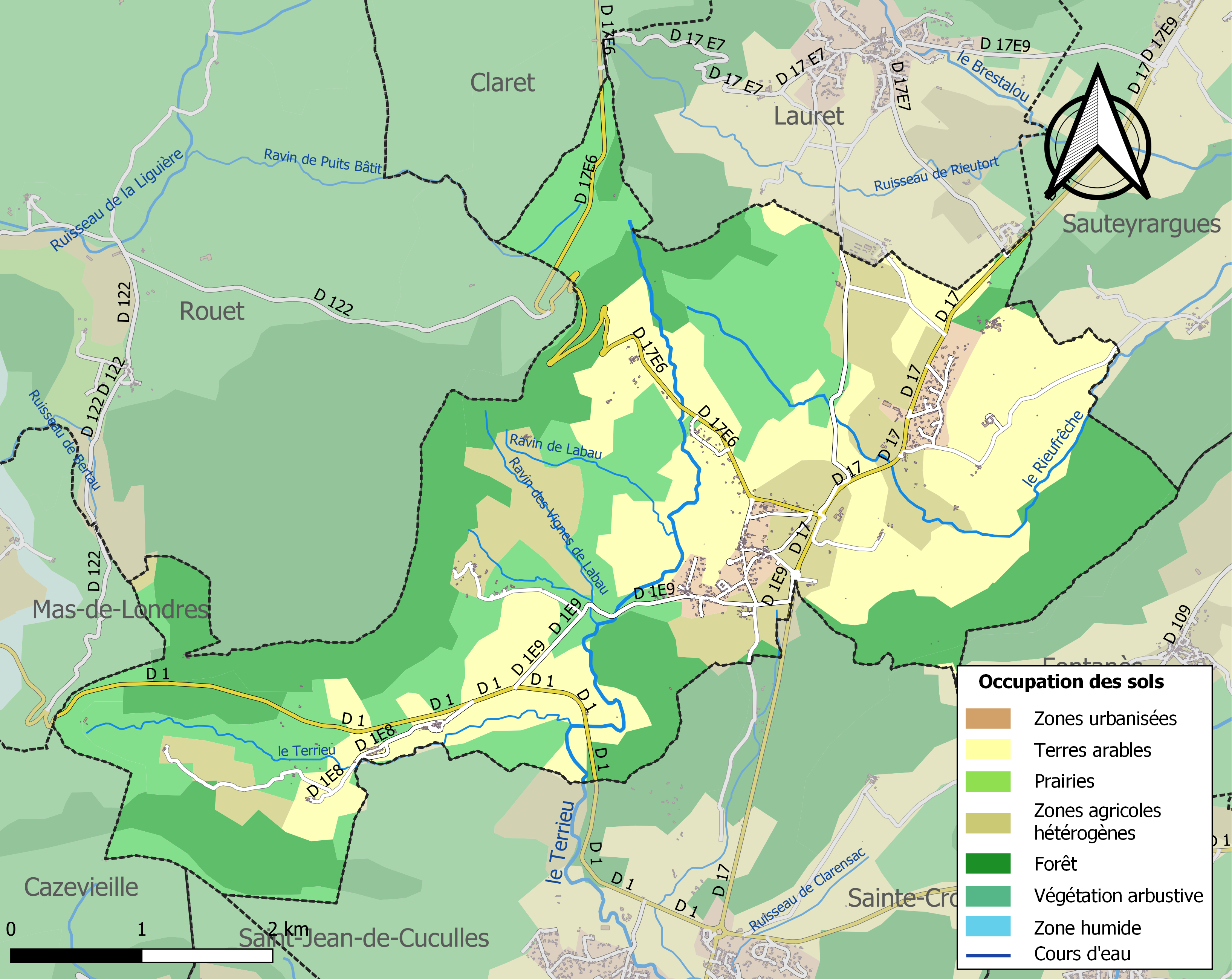
Carte des infrastructures et de l'occupation des sols de la commune en 2018 (CLC).

### Risques majeurs
Le territoire de la commune de Valflaunès est vulnérable à différents aléas naturels : météorologiques (tempête, orage, neige, grand froid, canicule ou sécheresse), feux de forêts et séisme (sismicité faible). Il est également exposé à un risque technologique,  le transport de matières dangereuses. Un site publié par le BRGM permet d'évaluer simplement et rapidement les risques d'un bien localisé soit par son adresse soit par le numéro de sa parcelle.

#### Risques naturels
Valflaunès est exposée au risque de feu de forêt. Un plan départemental de protection des forêts contre les incendies (PDPFCI) a été approuvé en juin 2013 et court jusqu'en 2022, où il doit être renouvelé. Les mesures individuelles de prévention contre les incendies sont précisées par deux arrêtés préfectoraux et s’appliquent dans les zones exposées aux incendies de forêt et à moins de 200 mètres de celles-ci. L’arrêté du 25 avril 2002 réglemente l'emploi du feu en interdisant notamment d’apporter du feu, de fumer et de jeter des mégots de cigarette dans les espaces sensibles et sur les voies qui les traversent sous peine de sanctions. L'arrêté du 11 mars 2013 rend le débroussaillement obligatoire, incombant au propriétaire ou ayant droit,.

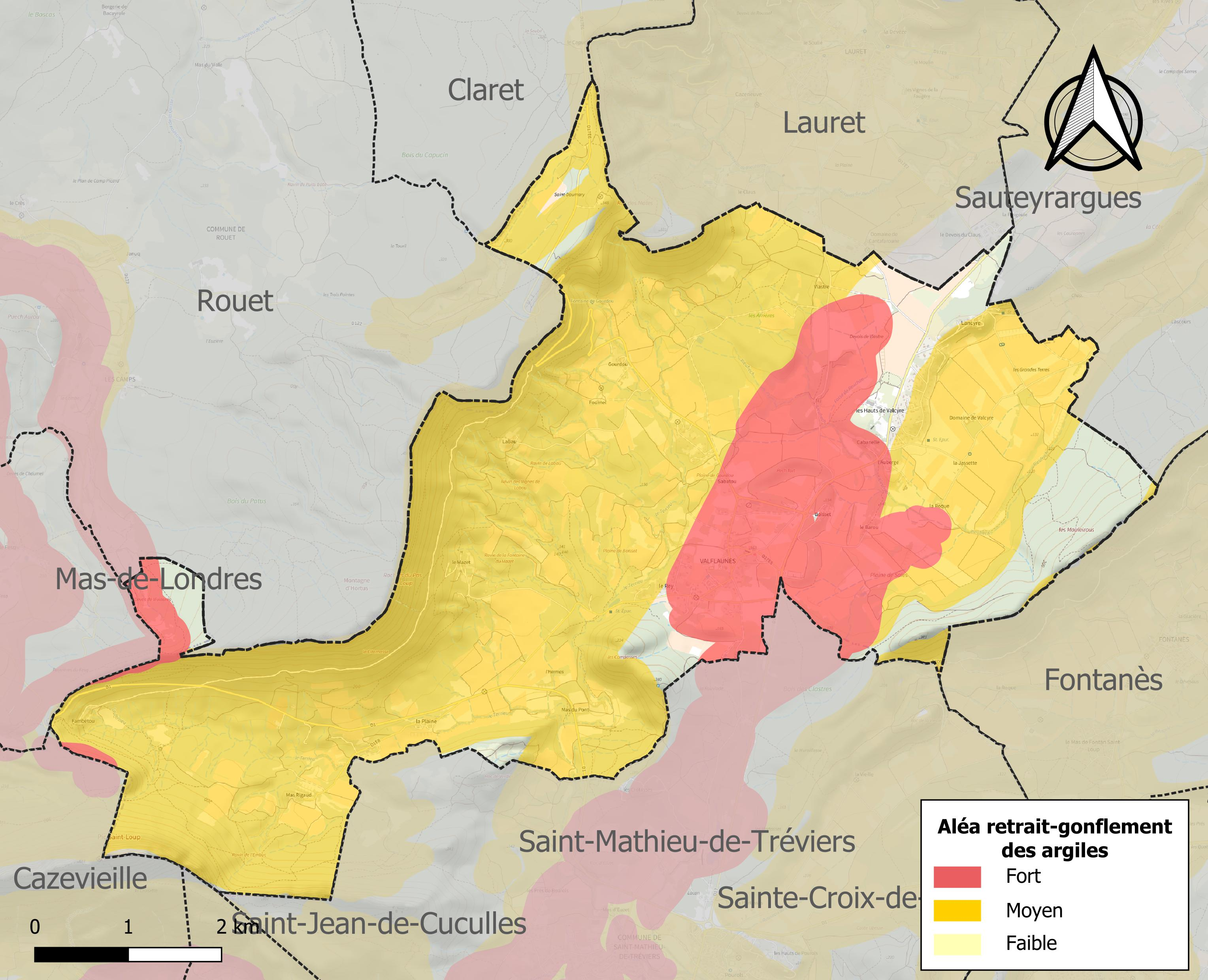
Carte des zones d'aléa retrait-gonflement des sols argileux de Valflaunès.

Le retrait-gonflement des sols argileux est susceptible d'engendrer des dommages importants aux bâtiments en cas d’alternance de périodes de sécheresse et de pluie. 89,1 % de la superficie communale est en aléa moyen ou fort (59,3 % au niveau départemental et 48,5 % au niveau national). Sur les 382 bâtiments dénombrés sur la commune en 2019, 349 sont en aléa moyen ou fort, soit 91 %, à comparer aux 85 % au niveau départemental et 54 % au niveau national. Une cartographie de l'exposition du territoire national au retrait gonflement des sols argileux est disponible sur le site du BRGM,.
Par ailleurs, afin de mieux appréhender le risque d’affaissement de terrain, l'inventaire national des cavités souterraines permet de localiser celles situées sur la commune.
La commune a été reconnue en état de catastrophe naturelle au titre des dommages causés par les inondations et coulées de boue survenues en 1982, 1992, 1994, 2001, 2002 et 2014. 

#### Risques technologiques
Le risque de transport de matières dangereuses sur la commune est lié à sa traversée par des infrastructures routières ou ferroviaires importantes ou la présence d'une canalisation de transport d'hydrocarbures. Un accident se produisant sur de telles infrastructures est susceptible d’avoir des effets graves sur les biens, les personnes ou l'environnement, selon la nature du matériau transporté. Des dispositions d’urbanisme peuvent être préconisées en conséquence.

## Toponymie
Valflaunès est la francisation de Valfaunés qui dérive de Val+lat. figulina « atelier du potier » + suff. lat. -ensem.

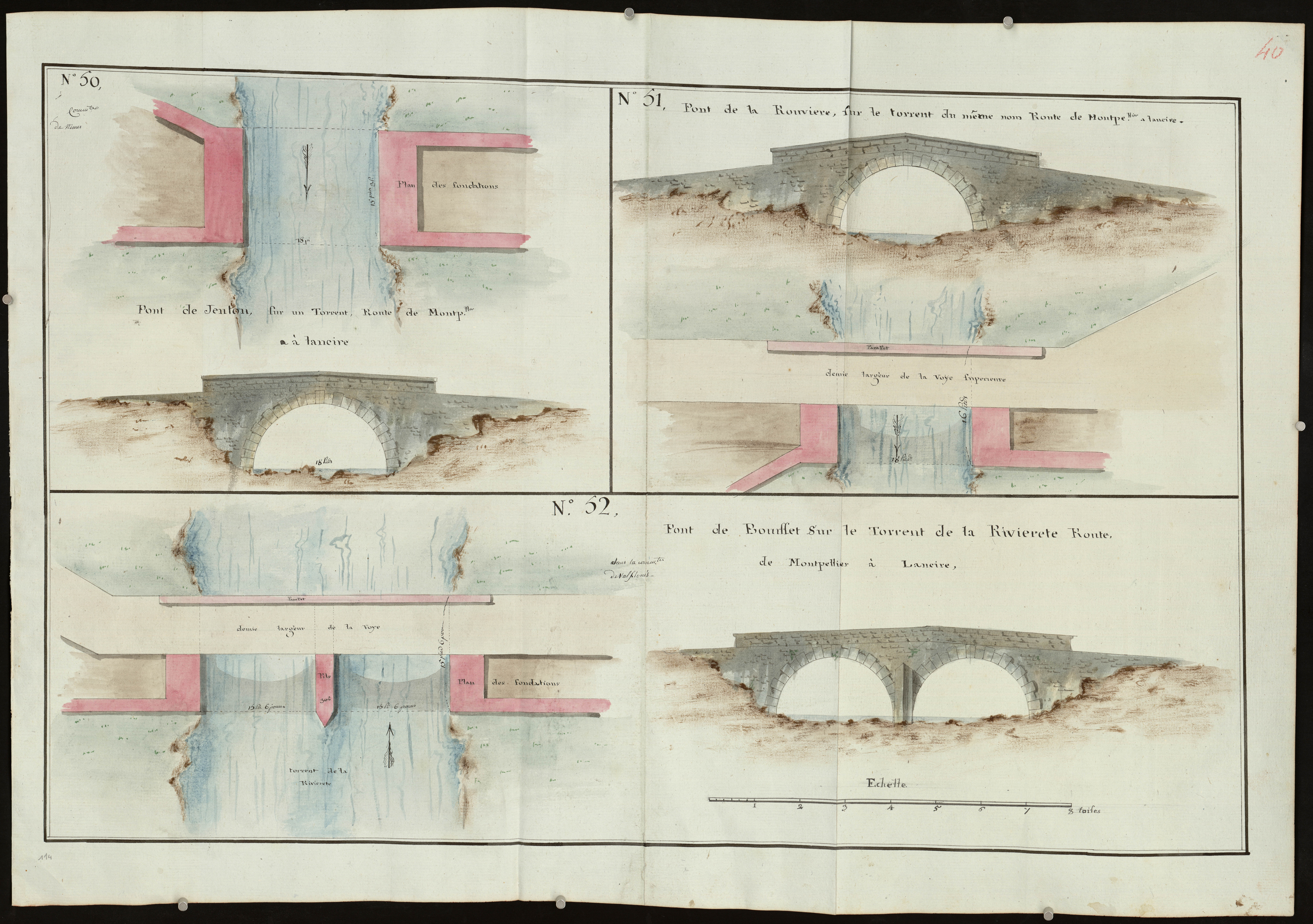
Plan des ponts de Jenton de la Rouvière et Bouisset (1781-1790)

## Histoire
Il y a 30 000 ans, les chasseurs néandertaliens occupaient la grotte de l'Hortus.
La première mention du village moderne apparaît dans le cartulaire d'Aniane en 923 : Val Fileneses.
La commune est aujourd'hui très réputée pour ses domaines viticoles et ses caves.

### Héraldique
|  | blason de Valflaunès Les armes de Valflaunès se blasonnent ainsi : D'azur à deux clés d'argent passées en sautoir. |

## Politique et administration
| Période   | Période   | Identité         | Étiquette | Qualité |
| --------- | --------- | ---------------- | --------- | ------- |
| 1947      | 1977      | Gabriel Calmels  |           |         |
| 1977      | 1986      | Robert Calmels   |           |         |
| 1986      | mars 2001 | Bernard Valentin |           |         |
| mars 2001 | mars 2014 | Francis Jeanjean | SE        |         |
| mars 2014 | En cours  | Gérard Fabre     | SE        | Cadre   |

## Démographie
L'évolution du nombre d'habitants est connue à travers les recensements de la population effectués dans la commune depuis 1793. Pour les communes de moins de 10 000 habitants, une enquête de recensement portant sur toute la population est réalisée tous les cinq ans, les populations de référence des années intermédiaires étant quant à elles estimées par interpolation ou extrapolation. Pour la commune, le premier recensement exhaustif entrant dans le cadre du nouveau dispositif a été réalisé en 2006.

En 2022, la commune comptait 793 habitants, en évolution de +4,48 % par rapport à 2016 (Hérault : +7,49 %, France hors Mayotte : +2,11 %).
| 1793 | 1800 | 1806 | 1821 | 1831 | 1836 | 1841 | 1846 | 1851 |
| ---- | ---- | ---- | ---- | ---- | ---- | ---- | ---- | ---- |
| 196  | 133  | 269  | 200  | 270  | 278  | 247  | 297  | 312  |

| 1856 | 1861 | 1866 | 1872 | 1876 | 1881 | 1886 | 1891 | 1896 |
| ---- | ---- | ---- | ---- | ---- | ---- | ---- | ---- | ---- |
| 316  | 314  | 334  | 359  | 362  | 340  | 302  | 409  | 411  |

| 1901 | 1906 | 1911 | 1921 | 1926 | 1931 | 1936 | 1946 | 1954 |
| ---- | ---- | ---- | ---- | ---- | ---- | ---- | ---- | ---- |
| 412  | 414  | 402  | 423  | 425  | 430  | 422  | 295  | 266  |

| 1962 | 1968 | 1975 | 1982 | 1990 | 1999 | 2006 | 2011 | 2016 |
| ---- | ---- | ---- | ---- | ---- | ---- | ---- | ---- | ---- |
| 272  | 251  | 250  | 398  | 604  | 655  | 694  | 706  | 759  |

| 2021 | 2022 | - | - | - | - | - | - | - |
| ---- | ---- | - | - | - | - | - | - | - |
| 784  | 793  | - | - | - | - | - | - | - |

## Économie

### Revenus
En 2018, la commune compte 327 ménages fiscaux, regroupant 808 personnes. La médiane du revenu disponible par unité de consommation est de 25 010 € (20 330 € dans le département).

### Emploi
|                | 2008   | 2013   | 2018  |
| -------------- | ------ | ------ | ----- |
| Commune        | 6,7 %  | 7 %    | 9,9 % |
| Département    | 10,1 % | 11,9 % | 12 %  |
| France entière | 8,3 %  | 10 %   | 10 %  |

En 2018, la population âgée de 15 à 64 ans s'élève à 458 personnes, parmi lesquelles on compte 81,3 % d'actifs (71,4 % ayant un emploi et 9,9 % de chômeurs) et 18,7 % d'inactifs,. Depuis 2008, le taux de chômage communal (au sens du recensement) des 15-64 ans est inférieur à celui de la France et du département.
La commune fait partie de la couronne de l'aire d'attraction de Montpellier, du fait qu'au moins 15 % des actifs travaillent dans le pôle,. Elle compte 146 emplois en 2018, contre 154 en 2013 et 133 en 2008. Le nombre d'actifs ayant un emploi résidant dans la commune est de 339, soit un indicateur de concentration d'emploi de 43 % et un taux d'activité parmi les 15 ans ou plus de 61,5 %.
Sur ces 339 actifs de 15 ans ou plus ayant un emploi, 67 travaillent dans la commune, soit 20 % des habitants. Pour se rendre au travail, 88,7 % des habitants utilisent un véhicule personnel ou de fonction à quatre roues, 1,8 % les transports en commun, 3,6 % s'y rendent en deux-roues, à vélo ou à pied et 5,9 % n'ont pas besoin de transport (travail au domicile).

### Activités hors agriculture

#### Secteurs d'activités
73 établissements sont implantés  à Valflaunès au 31 décembre 2019. Le tableau ci-dessous en détaille le nombre par secteur d'activité et compare les ratios avec ceux du département,.
| Secteur d'activité                                                                                        | Commune | Commune | Département |
| Secteur d'activité                                                                                        | Nombre  | %       | %           |
| --- | ------- | ------- | ----------- |
| Ensemble                                                                                                  | 73      | 100 %   | (100 %)     |
| Industrie manufacturière, industries extractives et autres                                                | 10      | 13,7 %  | (6,7 %)     |
| Construction                                                                                              | 13      | 17,8 %  | (14,1 %)    |
| Commerce de gros et de détail, transports, hébergement et restauration                                    | 14      | 19,2 %  | (28 %)      |
| Information et communication                                                                              | 3       | 4,1 %   | (3,3 %)     |
| Activités financières et d'assurance                                                                      | 1       | 1,4 %   | (3,2 %)     |
| Activités immobilières                                                                                    | 6       | 8,2 %   | (5,3 %)     |
| Activités spécialisées, scientifiques et techniques et activités de services administratifs et de soutien | 17      | 23,3 %  | (17,1 %)    |
| Administration publique, enseignement, santé humaine et action sociale                                    | 6       | 8,2 %   | (14,2 %)    |
| Autres activités de services                                                                              | 3       | 4,1 %   | (8,1 %)     |

Le secteur des activités spécialisées, scientifiques et techniques et des activités de services administratifs et de soutien est prépondérant sur la commune puisqu'il représente 23,3 % du nombre total d'établissements de la commune (17 sur les 73 entreprises implantées  à Valflaunès), contre 17,1 % au niveau départemental.

#### Entreprises et commerces
Les trois entreprises ayant leur siège social sur le territoire communal qui génèrent le plus de chiffre d'affaires en 2020 sont : 
- Na2R, travaux d'installation d'eau et de gaz en tous locaux (196 k€)
- L'etrier Des Cabanelles, autres activités récréatives et de loisirs (110 k€)
- Web Mobilier Distribution - WMD, vente à distance sur catalogue général (88 k€)

### Agriculture
La commune est dans le « Soubergues », une petite région agricole occupant le nord-est du département de l'Hérault. En 2020, l'orientation technico-économique de l'agriculture  sur la commune est la viticulture. 
|               | 1988 | 2000 | 2010 | 2020 |
| ------------- | ---- | ---- | ---- | ---- |
| Exploitations | 33   | 29   | 23   | 21   |
| SAU (ha)      | 616  | 546  | 626  | 626  |

Le nombre d'exploitations agricoles en activité et ayant leur siège dans la commune est passé de 33 lors du recensement agricole de 1988  à 29 en 2000 puis à 23 en 2010 et enfin à 21 en 2020, soit une baisse de 36 % en 32 ans. Le même mouvement est observé à l'échelle du département qui a perdu pendant cette période 67 % de ses exploitations,. La surface agricole utilisée sur la commune est restée relativement stable, passant de 616 ha en 1988 à 626 ha en 2020. Parallèlement la surface agricole utilisée moyenne par exploitation a augmenté, passant de 19 à 30 ha.

## Culture locale et patrimoine

### Lieux et monuments
- Église Saint-Pierre de Valflaunès.
- Château de Valflaunès, ancienne demeure de la famille Durand qui donna un maire de Montpellier durant la Révolution française.
- Château de Viviourès (ruines), inscrit au Monuments historiques en 2025.
- Tours de Salles (ruines).
- Grotte préhistorique de l'Hortus.
- Vue imprenable sur le pic Saint-Loup

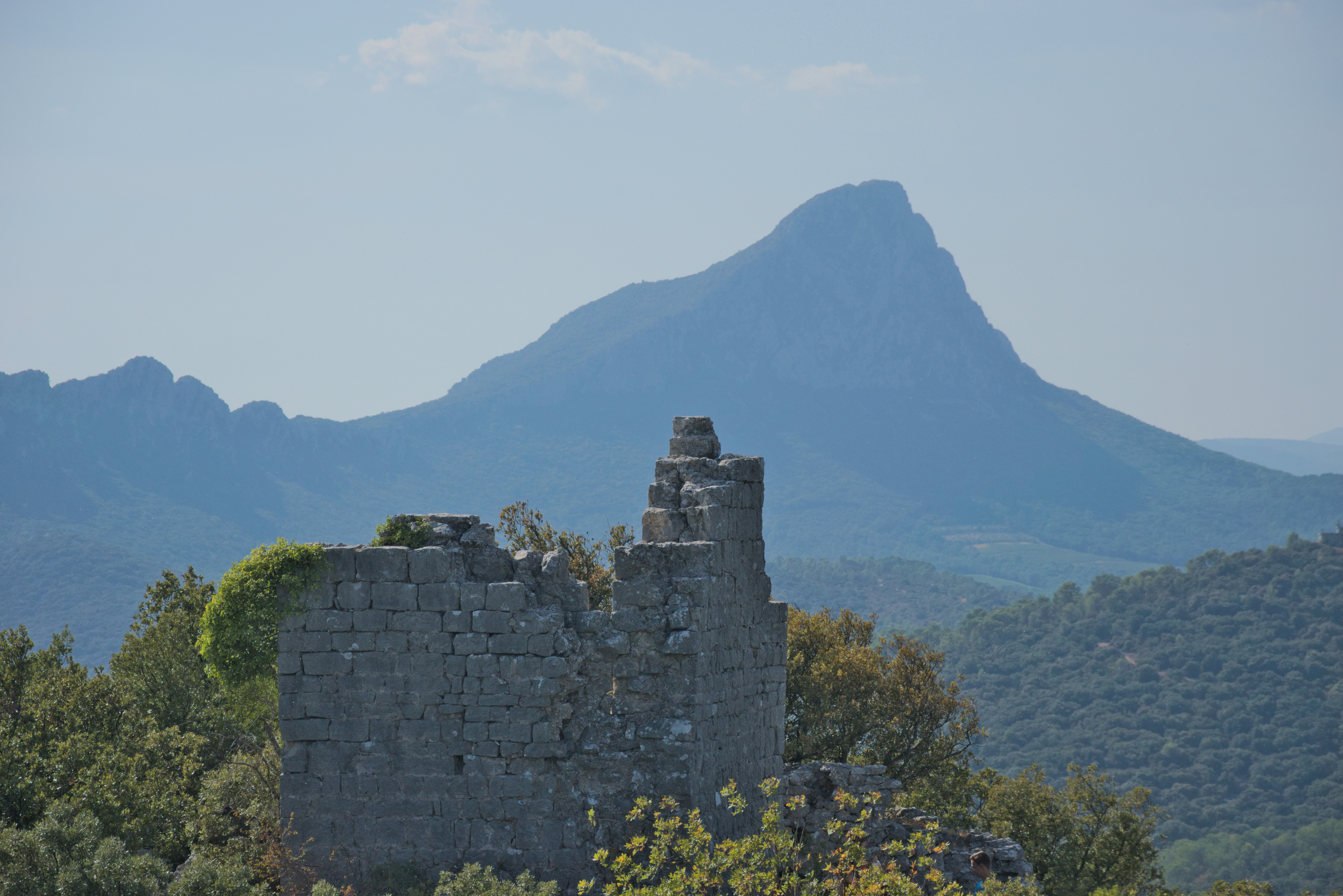
Tour de Salles.
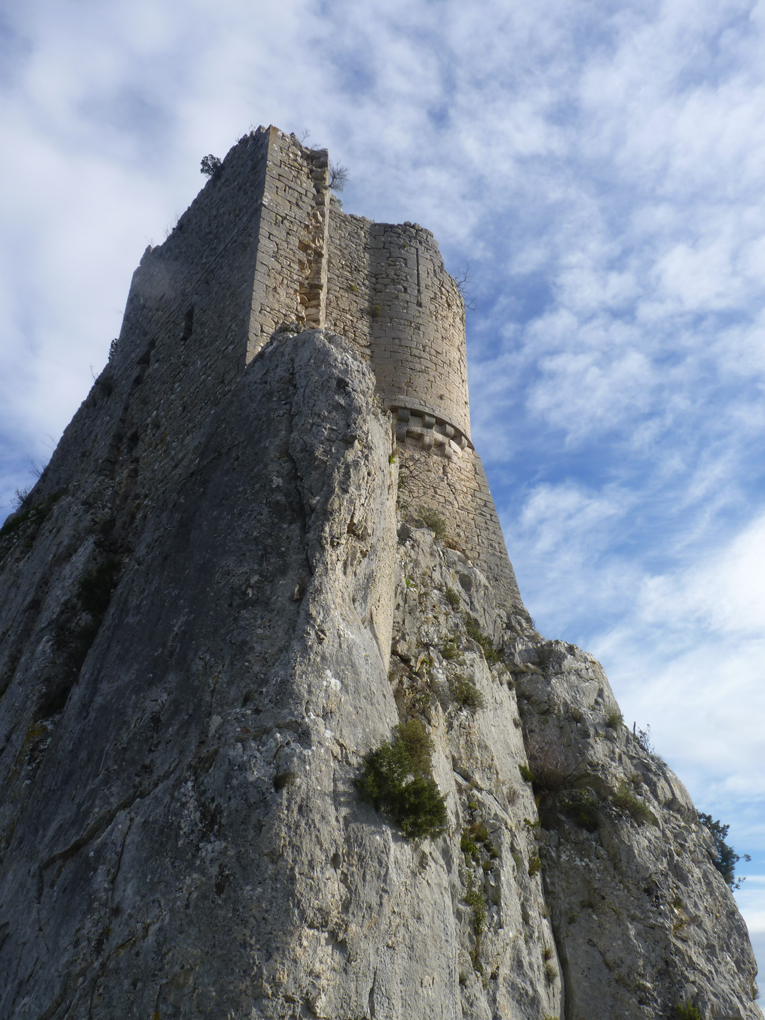
Château de Viviourès.
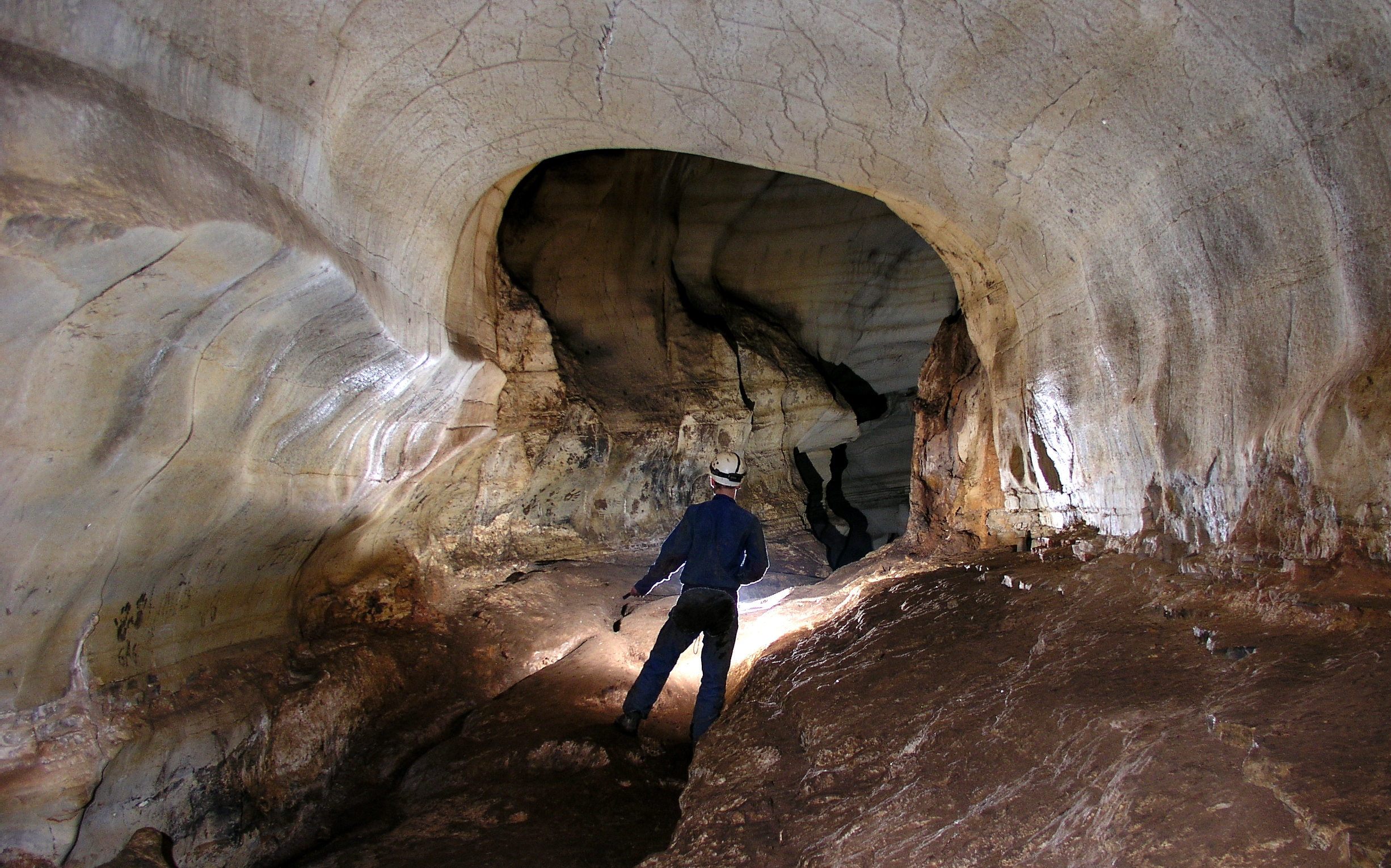
Intérieur de la grotte de l'Hortus.
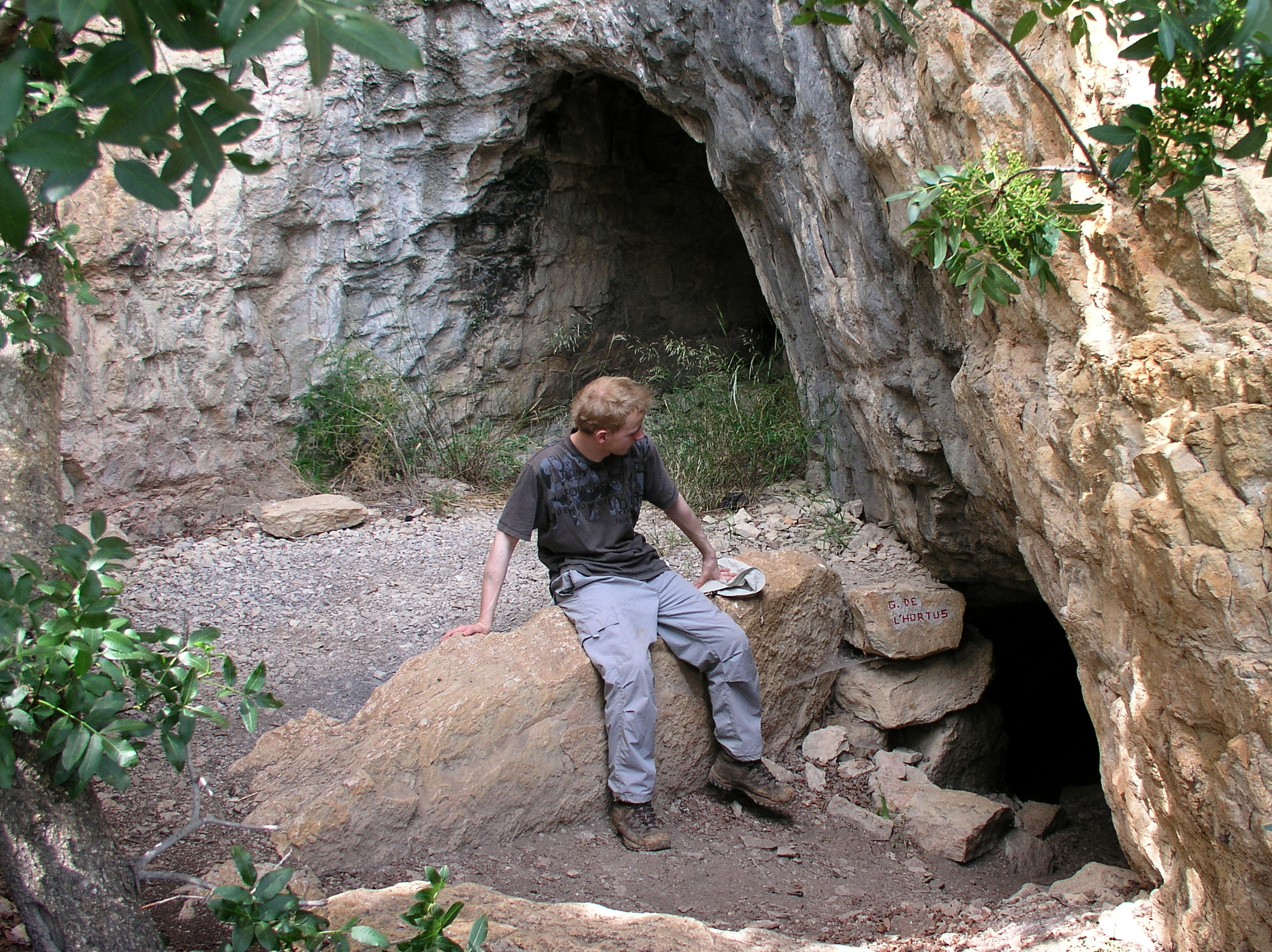
Une des deux entrées de la grotte de l'Hortus.
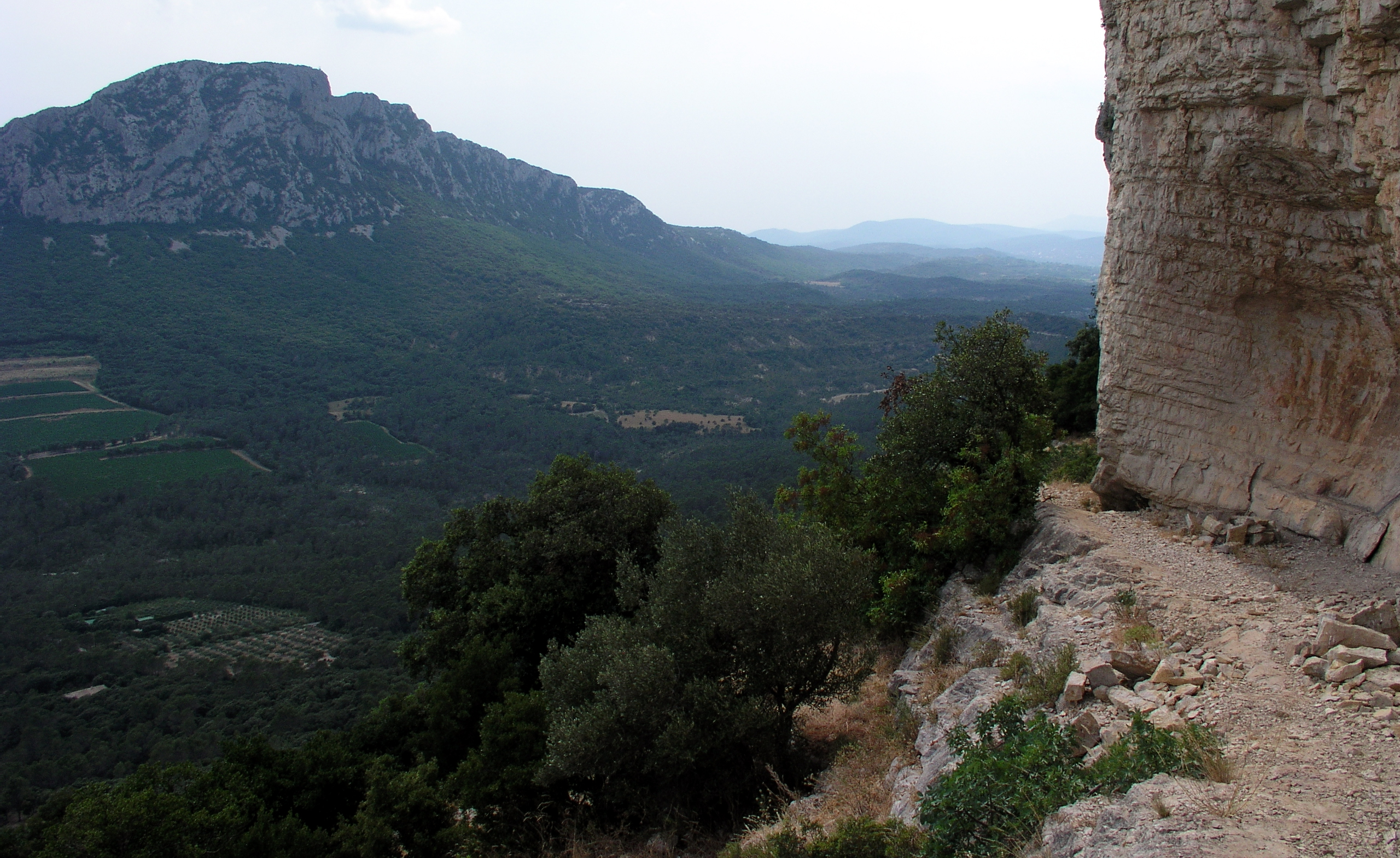
Le pic Saint-Loup vu depuis la corniche de la grotte de l'Hortus.
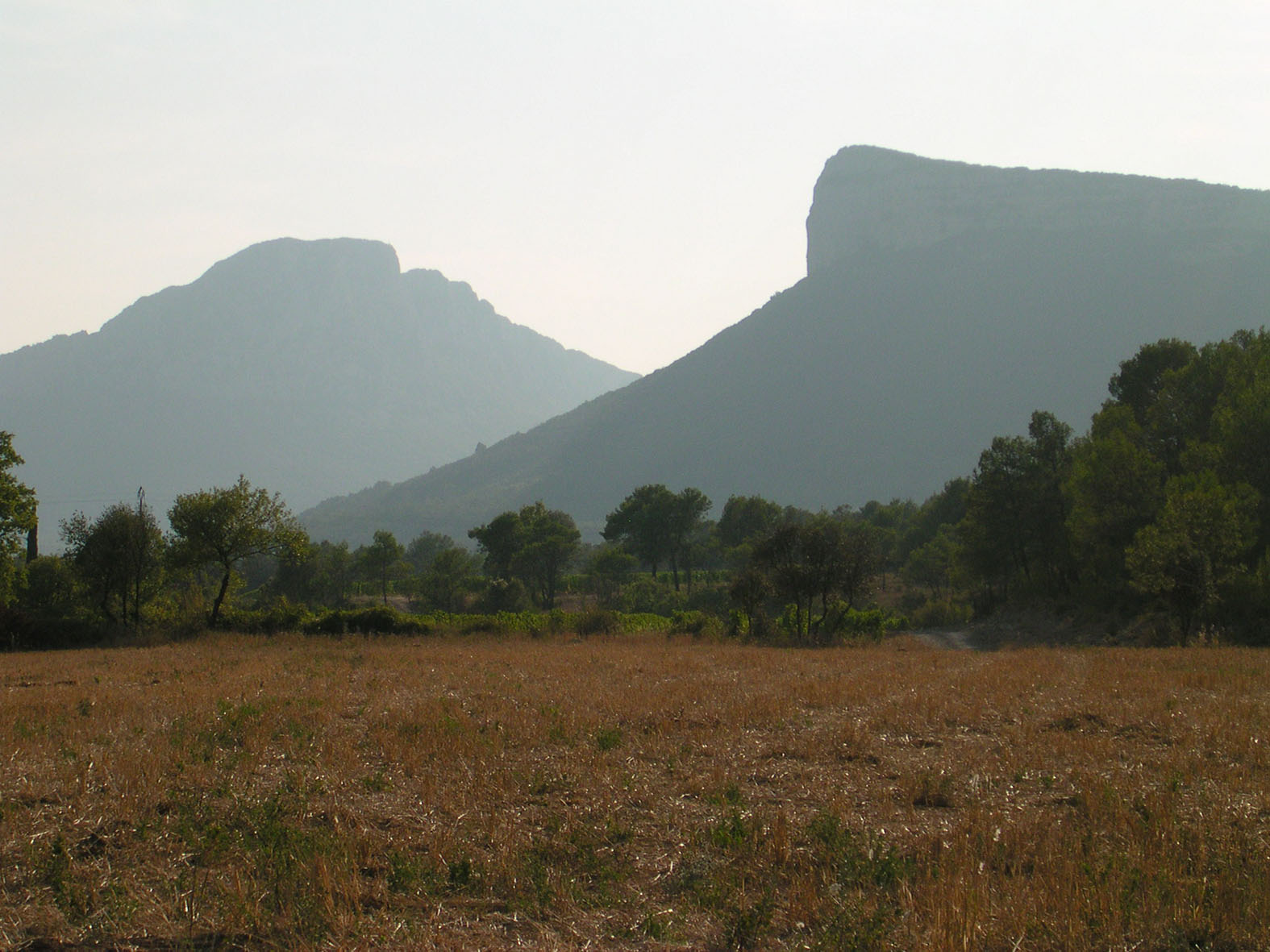
L'Hortus et le pic Saint-Loup.

### Personnalités liées à la commune
- Jean-Jacques-Louis Durand[38] (1760-1794). Il était propriétaire du château et de la seigneurie de Valflaunès. Président de la Cour des comptes, Aides et Finances de Montpellier, il est élu maire de Montpellier le 28 février 1790. Il meurt guillotiné à Paris le 12 janvier 1794.
- Albertine Sarrazin (1937-1967).

## Événements
- Journées de la Préhistoire. Créées en 1999.
- Prix Albertine Sarrazin. Concours qui récompense chaque année des nouvelles et vise à entretenir le souvenir de cette écrivaine.
- Festa de la Vendemia. Créée en 2008. Organisée par l'association Culture et Vins en partenariat avec le syndicat des vignerons du Pic Saint-Loup et la municipalité de Valflaunès.

## Sports et loisirs
- Un site d'escalade situé sur une falaise dans le prolongement de l'Hortus propose une vingtaine de voies équipées pour l'initiation, de 15 m de haut au maximum, et de cotation du 4b au 6b[39].